# دوريس أوغيلفي
دوريس أوغيلفي هي ناشِطة كندية، ولدت في 1919، وتوفيت في 2012.